# Aursunden
Der Aursunden ist ein See in der Kommune Røros in der Fylke Trøndelag in Norwegen. Der See liegt auf einer Höhe von 690 m und hat eine Fläche von 46 km². Das Gewässer am Oberlauf der Glomma ist flächenmäßig der 23. größte See Norwegens. Der Aursunden ist reguliert. An seinem Abfluss befindet sich das Kuråsfoss-Kraftwerk (10,6 MW), welches von dem kommuneneigenen Røros E-verk betrieben wird.
Die Fischbestände im Aursunden sind vielfältig. Am häufigsten zu finden ist der Coregonus, der in den 1900er Jahren eingeführt wurde. Außerdem gibt es Forellen, Europäische Äsche, Flussbarsche und Elritzen.
Brekken und Glåmos sind die beiden größten Orte am See. Zudem befinden sich eine Reihe von Dorfgemeinschaften rund um den See.
Nördlich des Aursunden bei Sakrisvolden ist der einzige Ort in Skandinavien, wo die Blume Aster sibiricus wächst.  